# Premierzy Turks i Caicos

## Lista szefów ministrówTurks i Caicos
| Szef ministrów                                                                               | Data             | Data             | Partia polityczna         |
| Szef ministrów                                                                               | Objęcie urzędu   | Złożenie urzędu  | Partia polityczna         |
| -------------------------------------------------------------------------------------------- | ---------------- | ---------------- | ------------------------- |
| James Alexander George Smith McCartney                                                       | sierpień 1976    | 9 maja 1980      | Ludowy Ruch Demokratyczny |
| Oswald Skippings                                                                             | 19 czerwca 1980  | listopad 1980    | Ludowy Ruch Demokratyczny |
| Norman Saunders                                                                              | listopad 1980    | 28 marca 1985    | Postępowa Partia Narodowa |
| Nathaniel Francis                                                                            | 28 marca 1985    | 25 lipca 1986    | Postępowa Partia Narodowa |
| Rada Doradcza (tymczasowo) - Ariel Misick - Emmanuel Misick - Clement Howell - Carlos Simons | lipiec 1986      | maj 1987         |                           |
| Rada Doradcza (tymczasowo) - Daniel Malcolm - Tom Lightbourne - Herbie Ingham                | maj 1987         | marzec 1988      |                           |
| Oswald Skippings                                                                             | 3 marca 1988     | kwiecień 1991    | Ludowy Ruch Demokratyczny |
| Washington Misick                                                                            | kwiecień 1991    | 31 stycznia 1995 | Postępowa Partia Narodowa |
| Derek Hugh Taylor                                                                            | 31 stycznia 1995 | 15 sierpnia 2003 | Ludowy Ruch Demokratyczny |
| Michael Misick                                                                               | 15 sierpnia 2003 | 9 sierpnia 2006  | Postępowa Partia Narodowa |

## Lista premierówTurks i Caicos
Nowa konstytucja wysp uchwalona przez parlament Turks i Caicos oraz podpisana przez królową Elżbietę II weszła w życie 9 sierpnia 2006. Konstytucja m.in. zastąpiła stanowisko szefa ministrów stanowiskiem premiera.
| Premier | Data              | Data              | Partia polityczna         |
| Premier | Objęcie urzędu    | Złożenie urzędu   | Partia polityczna         |
| --- | ----------------- | ----------------- | ------------------------- |
| Michael Misick | 9 sierpnia 2006   | 23 marca 2009     | Postępowa Partia Narodowa |
| Galmo Williams | 23 marca 2009     | 14 sierpnia 2009  | Postępowa Partia Narodowa |
| Rada Doradcza (tymczasowo) - Joseph P. Connolly (do 5 lipca 2012) - Edith Cox - Theophilus Durham - Carlton Mills - Eugene Otuonye (do 13 lipca 2011) - Mary Doreen Quelch-Missick - John T. Smith - Clayton Thomas (do 11 sierpnia 2011) | 18 sierpnia 2009  | 13 listopada 2012 |                           |
| Rufus Ewing | 13 listopada 2012 | nadal             | Postępowa Partia Narodowa |